# Babai (Sarmate)
Babai († um 471) war ein im 5. Jahrhundert n. Chr. lebender König der Sarmaten.

## Leben
Etwa im Jahr 469 nahm Babai an der Seite der Sueben, Gepiden, Heruler und anderer Stämme an der Schlacht an der Bolia gegen den ostgotischen König Thiudimir teil, wobei sich der Letztgenannte als siegreich erwies. Babai kam mit dem Leben davon. Um 471 wurde er vom etwa 18-jährigen Theoderich dem Großen, der gerade von einem zehnjährigen Aufenthalt als Geisel in Konstantinopel heimgekehrt war, unter dem Vorwand, für das Römische Reich die Bezwingung des kaiserlichen Feldherrn Camundus und die Verwüstung Dakiens zu rächen, angegriffen. Theoderich konnte sich bei diesem angeblich ohne Wissen seines Vaters durchgeführten Überfall auf eine Heeresmacht von annähernd 6000 Gefolgsleuten stützen. Er überquerte die Donau, attackierte und besiegte das sarmatische Heer, tötete Babai eigenhändig und raubte dessen Gesinde und Schätze. Ohne aber den Vertrag mit dem oströmischen Kaiser Leo einzuhalten, behielt er die von Babai erbeuteten Reichtümer für sich, anstatt sie den Provinzialen zu übergeben. Er bemächtigte sich dann der in Moesia superior gelegenen Stadt Singidunum (das heutige Belgrad), die von Babai eingenommen worden war, und gab sie ebenso wenig der oströmischen Regierung zurück, sondern übernahm dort selbst die Herrschaft.